# Коген, Анна-Жан-Филипп
Анна-Жан-Филипп Коген (Cohen; 1781; Амерсфорт — 1848; Париж) — французский журналист и писатель
.

## Биография
Уроженец Голландии, с 1824 года служил при библиотеке святой Женевьевы в Париже, переводил на французский язык немецких, английских, итальянских и русских авторов. Для «Collection des théâtres étrangers» подготовил раздел «Théâtre Hollandais», напечатал «Herminie de Civray» (4 т., 1823); «Histoire de Pierre Terrail, dits le chev. de Bayard» (1825); «Jacqueline de Bavière, dauphine de France» (4 т., 1821); «De l’opposition parlementaire en France» (1821); «Précis historique sur Pie VII» (1823) и много другое.